# Énergie électrique
 (juin 2017).
Si vous disposez d'ouvrages ou d'articles de référence ou si vous connaissez des sites web de qualité traitant du thème abordé ici, merci de compléter l'article en donnant les références utiles à sa vérifiabilité et en les liant à la section « Notes et références ».
L'énergie électrique est l'énergie transférée grâce à l’électricité, c'est-à-dire par un mouvement de charges électriques. Elle n'est pas une véritable forme d'énergie comme le sont l'énergie cinétique ou l'énergie potentielle, mais un vecteur énergétique, un moyen de transférer l'énergie entre systèmes à l'instar de la chaleur ou du travail.
L’expression « énergie électrique » est en effet impropre en physique, mais est une commodité de langage permettant d’indiquer que l’électricité requiert et transporte de l’énergie.
Les systèmes susceptibles de fournir de l'énergie par transfert électrique sont les alternateurs, présents dans pratiquement toute installation de production d'électricité, ou des systèmes chimiques comme les piles. Les systèmes susceptibles de transformer l'énergie issue de l'électricité sont par exemple les résistances électriques, qui la transforment en énergie thermique, les moteurs, qui la transfèrent par un travail mécanique, les lampes, qui la transforment en rayonnement et en énergie thermique, et d'autres systèmes électrotechniques ou électroniques. Le transport d'énergie électrique se fait au moyen d'un conducteur électrique, par exemple un métal ou une solution ionique.
L’énergie électrique ne peut pas être emmagasinée en grande quantité sans être transformée. Seules de petites quantités de charges électriques le peuvent, sous forme d’énergie dite électrostatique (ou énergie potentielle électrostatique), par exemple dans les condensateurs et supercondensateurs. Stocker de l’énergie fournie par transfert électrique nécessite un convertisseur, le stockage en accumulateur électrique se faisant par exemple sous forme d'énergie chimique dans les piles, d'énergie mécanique dans des volants d'inertie, ou d'énergie potentielle dans une STEP ou un barrage hydro-électrique.

## Énergie et courant électrique

### Relation entre puissance et énergie en régime permanent
L'apport d'énergie électrique est proportionnel à la tension électrique[réf. incomplète] :
{\displaystyle E=Q\cdot U},
où :
- {\displaystyle E} est l'énergie, en joules ;
- {\displaystyle Q} est la charge électrique, en coulombs ;
- {\displaystyle U} est la tension électrique, en volts.

Avec {\displaystyle Q=I\cdot \Delta t}, l'énergie échangée devient :
{\displaystyle E=U\cdot I\cdot \Delta t=P\cdot \Delta t},
où :
- {\displaystyle I} est le courant, en ampères
- {\displaystyle P=U\cdot I} est la puissance électrique échangée, en watts
- {\displaystyle \Delta t} est la durée de l'échange, en secondes.

### Unité de mesure
Une unité de mesure commode, utilisée pour mesurer les grosses quantités d'énergie électrique, est le kilowattheure (kWh) :
{\displaystyle 1\;kWh=10^{3}\cdot 3600\;J=3,6\cdot 10^{6}\;J=3,6\;MJ}
sachant que :
{\displaystyle 1\;J=1\;W\cdot 1\;s}.

### Loi de Joule
La loi de Joule définit le dégagement d'énergie (dissipée sous forme de chaleur) d'un résistor ou résistance parcouru par un courant électrique.
Pour un résistor de résistance {\displaystyle R} traversé par un courant d'intensité {\displaystyle i},
{\displaystyle P=R\cdot i^{2}=P_{J}}.
Donc
{\displaystyle E=R\cdot i^{2}\cdot \Delta t}
où :
- {\displaystyle E} est en joules ;
- {\displaystyle R} est en ohms ;
- {\displaystyle i} est en ampères ;
- {\displaystyle \Delta t} est en secondes.

## Énergie potentielle électrique
L’énergie potentielle électrique (ou énergie électrostatique) est une énergie potentielle (mesurée en joules) qui résulte des forces de Coulomb et est associée à la configuration d'un ensemble particulier de charges électriques ponctuelles dans un système défini. L’énergie potentielle électrique d’un objet dépend de deux paramètres : sa propre charge électrique et sa position par rapport à d'autres objets chargés électriquement.
L’énergie potentielle électrique est notamment utilisée dans les condensateurs.